# 1992 AR1
1992 AR1 är en asteroid i huvudbältet som upptäcktes den 14 januari 1992 av de båda japanska astronomerna Seiji Ueda och Hiroshi Kaneda i Kushiro.
Asteroiden har en diameter på ungefär 12 kilometer